# David Gilmour

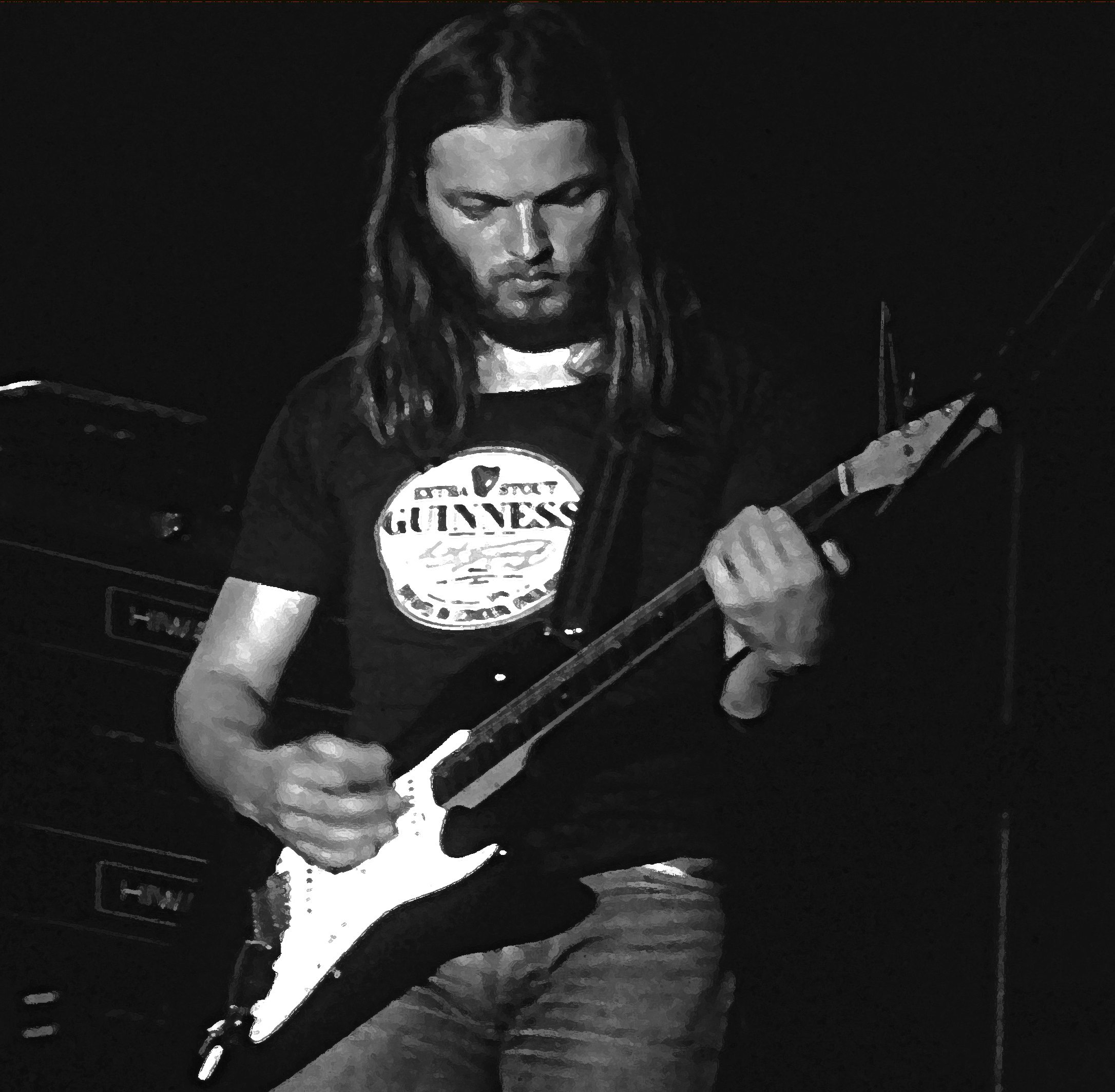
David Gilmour bespeelt zijn Fender Stratocaster

David Jon Gilmour, CBE (Cambridge, 6 maart 1946) is een Engels zanger/gitarist/songwriter. Hij is bekend vanwege zijn carrière bij de  progressieve rockband Pink Floyd.

## Biografie
David Jon Gilmour werd geboren in het dorp Grantchester nabij Cambridge. David (hij wil niet meer met de naam Dave worden aangesproken) studeerde aan het Cambridge College of Arts and Technology. Zijn vader was hoogleraar aan de Cambridge University.
Gilmour begon zijn muzikale carrière bij de groep Jokers Wild, een band die vooral covers bracht van Chuck Berry, The Beach Boys, Manfred Mann, Wilson Pickett en The Kinks. In 1967 sloot hij zich aan bij Pink Floyd en werd in 1968 leadgitarist en mede-vocalist nadat de band besloot Syd Barrett, die met drugsproblemen kampte, eens niet op te halen voor een concert.
Toen Roger Waters na ruzie in 1985 de groep verliet, werd Gilmour de nieuwe leider van Pink Floyd.
Naast zijn carrière bij Pink Floyd bracht hij ook soloalbums uit en speelde in de stille periodes van Pink Floyd bij tal van grote artiesten als sessiemuzikant, of produceerde ook zelf. Ook heeft hij een aantal artiesten ontdekt en geholpen; de bekendste daarvan is waarschijnlijk Kate Bush.
David Gilmour staat bekend om zijn zuivere spel en speciale demptechnieken. Hij speelt meestal op een Fender Stratocaster, maar hij speelt ook basgitaar (zoals te horen is op de nummers Fat old Sun en One of these days). In het nummer Fat Old Sun bespeelt hij ook de drums. Zijn gitaarsolo in Comfortably Numb, een compositie van Gilmour en Roger Waters, werd in 2007 door het Britse muziekblad Q verkozen tot beste gitaarsolo aller tijden. Gilmour staat bekend als multi-instrumentalist, zo bespeelt hij naast de gitaar ook de drums, piano, saxofoon en mondharmonica.
Met zijn eerste vrouw Ginger heeft Gilmour vier kinderen. In 1994 trouwde hij met de journaliste Polly Samson en samen hebben zij drie kinderen. Samson had al een kind uit haar eerste huwelijk. Samson zou ook zijn songtekst-schrijfster worden. Romany Gilmour, de dochter die ze in 2002 kregen timmert anno 2024 aan de weg als singer-songwriter. 
In 1990 doet hij een bijdrage aan het album Naked van de housegroep Blue Pearl. Dit is een samenwerking van Pink Floyd-achtergrondzangeres Durga McBroom met Martin Glover.
Op 2 juli 2005 speelde Gilmour met Pink Floyd - inclusief Roger Waters - op Live 8.
Dit optreden zorgde voor een toename van 1343% van de verkoop van het album Echoes: The Best of Pink Floyd. Hierop verklaarde Gilmour dat de extra winst naar de doelen van Live 8 gaat.
Na zijn soloalbums David Gilmour en About Face bracht hij in 2006 op zijn 60e verjaardag zijn derde soloalbum uit, "On An Island". Het album verkocht 6 maanden na de release al meer dan 1 miljoen albums. Phil Manzanera, buurman van Gilmour (ex-Roxy Music), co-produceerde de cd en toerde mee als 2e gitarist.
In september 2007 is de DVD-versie van On An Island Tour verschenen, getiteld Remember That Night. De DVD werd in 3 avonden in mei 2006 opgenomen in The Royal Albert Hall en werd verkozen tot beste muziek-DVD van 2007. Speciale gastoptredens zijn er van David Bowie, David Crosby, Graham Nash en Robert Wyatt (ex-Soft Machine en Matching Mole). Steve Distanislao (ex-Crosby, Stills & Nash) speelde drums, Guy Pratt (ex-Icehouse, ex-Pink Floyd touring band vanaf 1987) op bas en Dick Parry (ex-Pink Floyd v.a. Dark Side of the Moon) saxofoon. John Carin (ex-Pink Floyd touring band v.a. 1987) en Rick Wright (ex-Pink Floyd) speelden toetsen tijdens de tour. Rick Wright speelde nog met Gilmour toen ze gepland stonden voor een optreden bij de BBC in 2008, maar na een korte strijd tegen kanker verloor de Floyd-nestor het leven op 15 september 2008. Polly Samson en Dick Parry vervingen hem een week later tijdens dit optreden.
Ter ere van het 25-jarig bestaan van de Poolse vakbeweging Solidarność vroeg Lech Wałęsa Gilmour te komen spelen in de havens van Gdańsk. Als laatste op de lijst van locaties van de "On an Island Tour 2006" speelde Gilmour voor een 50.000-koppig publiek samen met het Polish Baltic Philharmonic Orchestra, gedirigeerd door Zbigniew Preisner die ook de orkestarrangementen van 'On an Island' op zich had genomen. Speciale gast op 'A Great Day for Freedom' (georkestreerd door Michael Kamen) was Leszek Mozdzer die ook 'A Pocket full of Stones' had ingespeeld op On an Island. Van "Live in Gdansk" zijn 5 verschillende uitgaves op de markt in vele verschillende samenstellingen.
8 oktober 2010 kwam het album Metallic Spheres uit. Dit is een samenwerking tussen The Orb en Gilmour.
Op 2 mei 2011 speelde Gilmour het nummer Comfortably Numb tijdens het The Wall live concert van Roger Waters in de O2 Arena in Londen. Hij stond net als 30 jaar eerder, tijdens de Pink Floyd concerten, boven op de muur te spelen.
Op 6 juni 2015 maakte David Gilmour vanuit het Ierse Carlow bekend dat zijn vierde soloplaat Rattle That Lock ging heten. Dit album is op 18 september 2015 officieel uitgebracht. Hetzelfde jaar volgde een tour onder dezelfde naam waarbij meerdere Europese steden werden aangedaan.
Op 20 juni 2019 veilde Gilmour een flink deel van zijn instrumentarium. Zijn zwarte Stratocaster werd voor US$ 3.975.000 verkocht. Dat is het hoogste bedrag dat ooit voor een gitaar is betaald. In totaal haalde hij met die veiling zo’n US$ 21 miljoen op voor ClientEarth.
Op 6 september 2024 kwam Gilmours vijfde soloalbum Luck and Strange uit. Hierbij werkte hij samen met muzikanten als zijn 22-jarige dochter Romany Gilmour (die de achtergrondzang verzorgde), Guy Pratt, Tom Herbert, Adam Betts, Steve Gadd, Steve DiStanislao, Rob Gentry, Roger Eno en Will Gardner. De teksten werden grotendeels geschreven door Polly Samson, Gilmour's vaste co-tekstschrijfster.

## Discografie

### Albums
| Album met eventuele hitnotering(en) in de Nederlandse Album Top 100 | Datum van verschijnen | Datum van binnenkomst | Hoogste positie | Aantal weken | Opmerkingen |
| ------------------------------------------------------------------- | --------------------- | --------------------- | --------------- | ------------ | ----------- |
| David Gilmour                                                       | 1978                  | -                     |                 |              |             |
| About face                                                          | 1984                  | -                     |                 |              |             |
| On an island                                                        | 2006                  | 11-03-2006            | 3               | 17           |             |
| Remember that night (Live at The Royal Albert Hall)                 | 2007                  | -                     |                 |              | Livealbum   |
| Live in Gdańsk                                                      | 2008                  | 27-09-2008            | 14              | 15           | Livealbum   |
| Metallic spheres                                                    | 08-10-2010            | 16-10-2010            | 40              | 3*           | met The Orb |
| Rattle That Lock                                                    | 18-09-2015            | -                     |                 |              |             |
| Live at Pompeil                                                     | 29-09-2017            |                       |                 |              | Livealbum   |
| Luck and strange                                                    | 06-09-2024            | 14-09-2024            | 1               | 7            |             |

| Album met hitnotering(en) in de Vlaamse Ultratop 200 albums | Datum van verschijnen | Datum van binnenkomst | Hoogste positie | Aantal weken | Opmerkingen |
| ----------------------------------------------------------- | --------------------- | --------------------- | --------------- | ------------ | ----------- |
| On an island                                                | 2006                  | 18-03-2006            | 9               | 16           |             |
| Live in Gdańsk                                              | 2008                  | 27-09-2008            | 22              | 6            | Livealbum   |
| Metallic spheres                                            | 2010                  | 23-10-2010            | 58              | 1            | met The Orb |
| Luck and strange                                            | 06-09-2024            | 14-09-2024            | 1               | 17           |             |

### Dvd's
| Dvd's met hitnoteringen in de Nederlandse DVD Music Top 30 | Datum van verschijnen | Datum van binnenkomst | Hoogste positie | Aantal weken | Opmerkingen |
| ---------------------------------------------------------- | --------------------- | --------------------- | --------------- | ------------ | ----------- |
| David Gilmour - in concert                                 | 2002                  | 16-11-2002            | 10              | 7            |             |
| Remember that night - Live at the Royal Albert Hall        | 2007                  | 29-09-2007            | 2               | 63           |             |
| Live at Pompeii                                            | 2017                  | 07-10-2017            | 1(2wk)          | 26           |             |